# Allicyna
Allicyna – siarkoorganiczny związek chemiczny, fitoncyd o charakterystycznym zapachu. Powstaje po uszkodzeniu tkanki cebuli, czosnku i niektórych innych roślin jako produkt (mieszanina racemiczna) przekształcenia alliiny pod wpływem enzymu alliinazy poprzez pośredni kwas allilosulfenowy.

Przekształcenie alliiny do kwasu allilosulfenowego i dehydroalaniny

Kondensacja dwóch cząsteczek kwasu allilosulfenowego do allicyny
Budzi duże zainteresowanie naukowców ze względu na swoją aktywność biologiczną. Wykazuje znaczące działanie przeciwnowotworowe wobec różnych typów raka; ma też właściwości antybakteryjne, antywirusowe i przeciwgrzybiczne.
Obliczenia teoretyczne wskazują, że wiązanie siarka–tlen nie ma charakteru wiązania podwójnego i najlepiej opisuje je hybryda rezonansowa obejmująca wiązanie pojedyncze i wiązanie jonowe. Analiza elektronowej funkcji lokalizacji (ELF) wokół atomu tlenu wskazuje na występowanie trzech wolnych par elektronowych. Podobnie jak inne dipodstawione S-tlenki disulfidowe, allicyna jest związkiem chiralnym (centrum stereogenicznym jest S-tlenkowy atom siarki).